# Pala d'Oro
Pala d'Oro («retablo de oro» en lengua italiana) es un retablo de altar mayor de la Basílica de San Marcos en Venecia. Se trata de un gran antependio en oro, plata, esmaltes y piedras preciosas (212x334 cm). El conjunto de sus esmaltes es uno de los más relevantes de su tipo. Algunos datan de mediados del siglo XII (el Pantocrátor, los arcángeles, las fiestas); es reconocida universalmente como una compleja obra de orfebrería bizantina, una de las obras más refinadas y logradas del esmalte bizantino, con decoración tanto en la parte frontal como la trasera.

## Historia

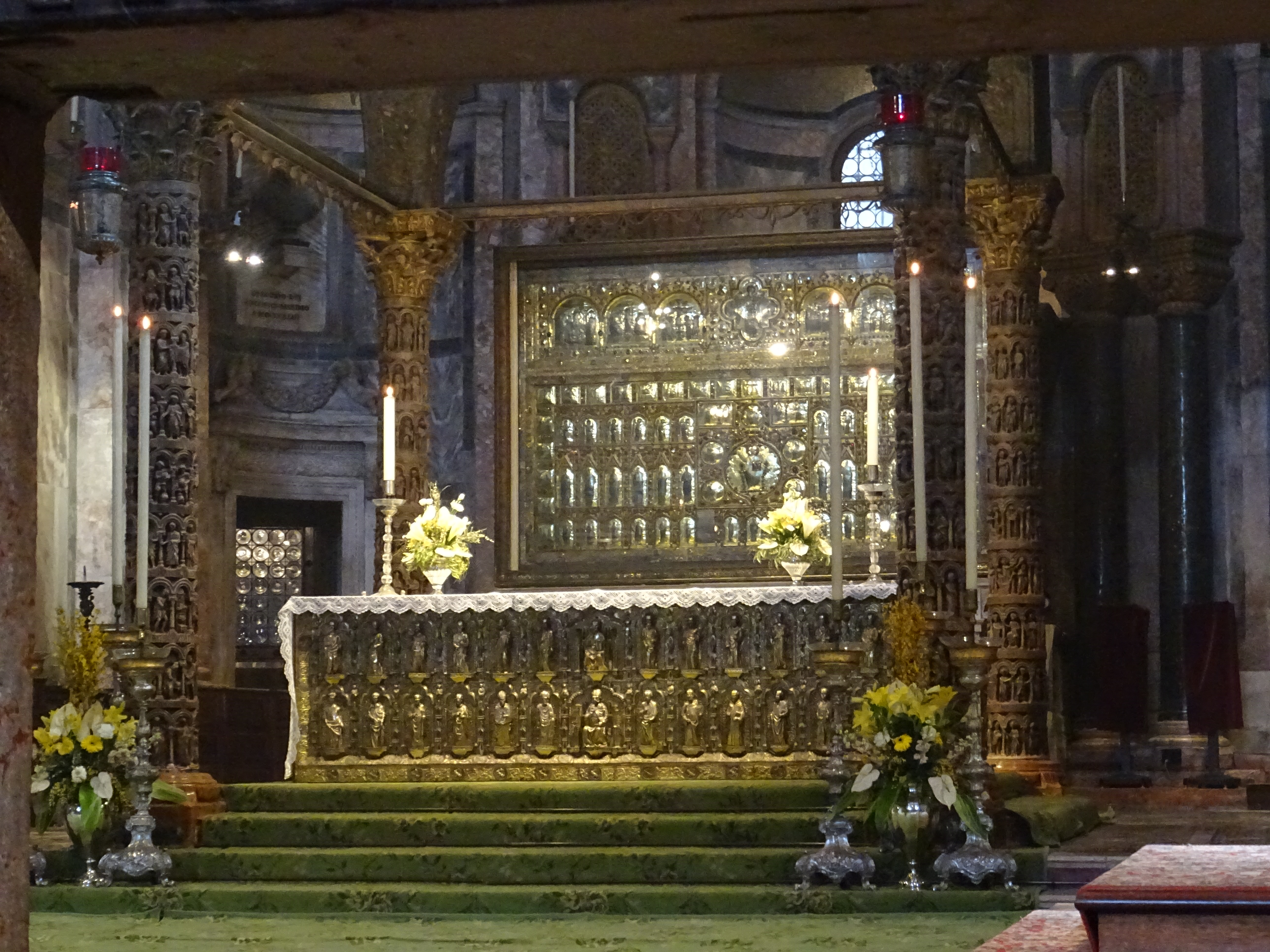
Vista del altar

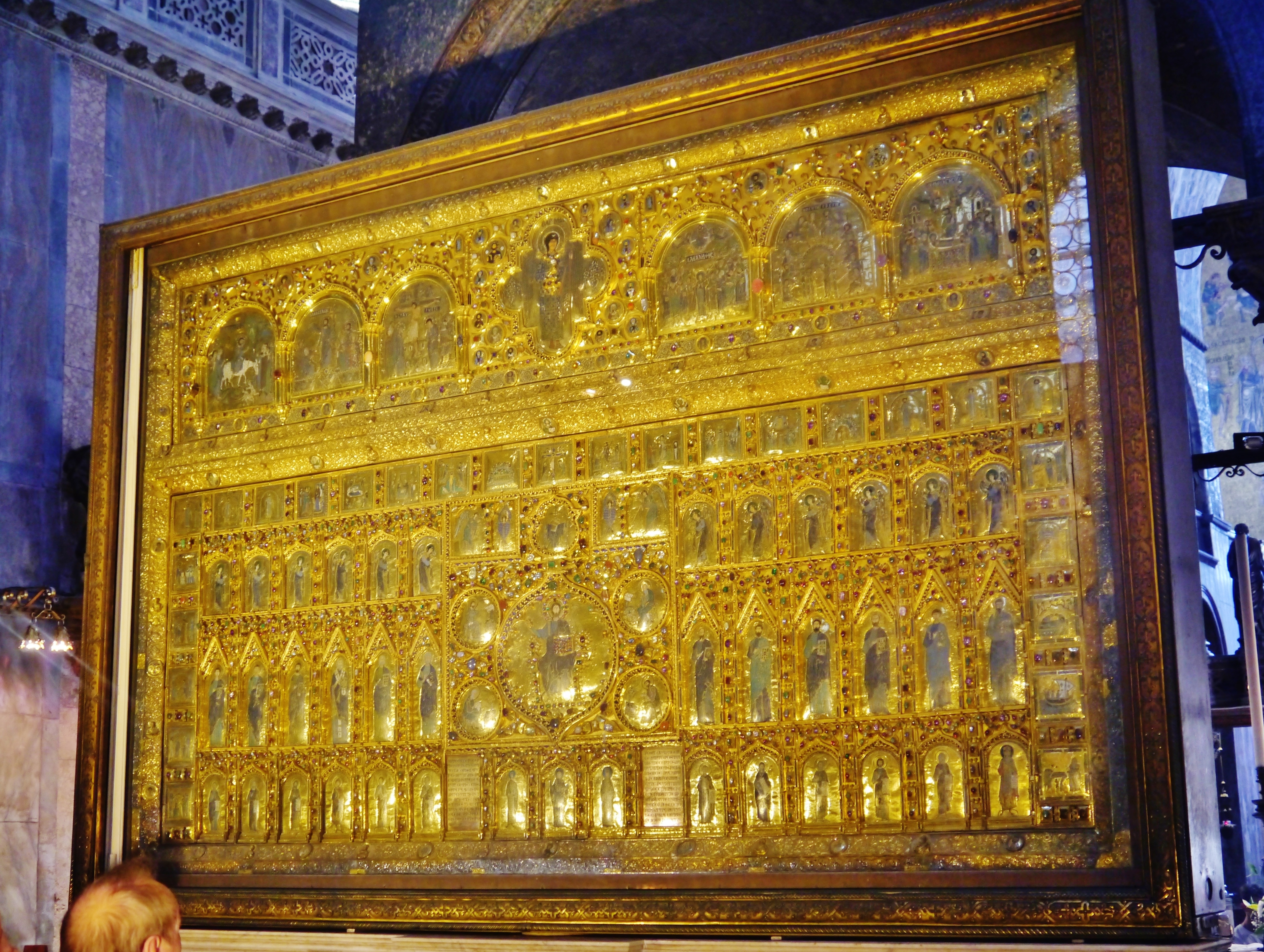
Vista cercan

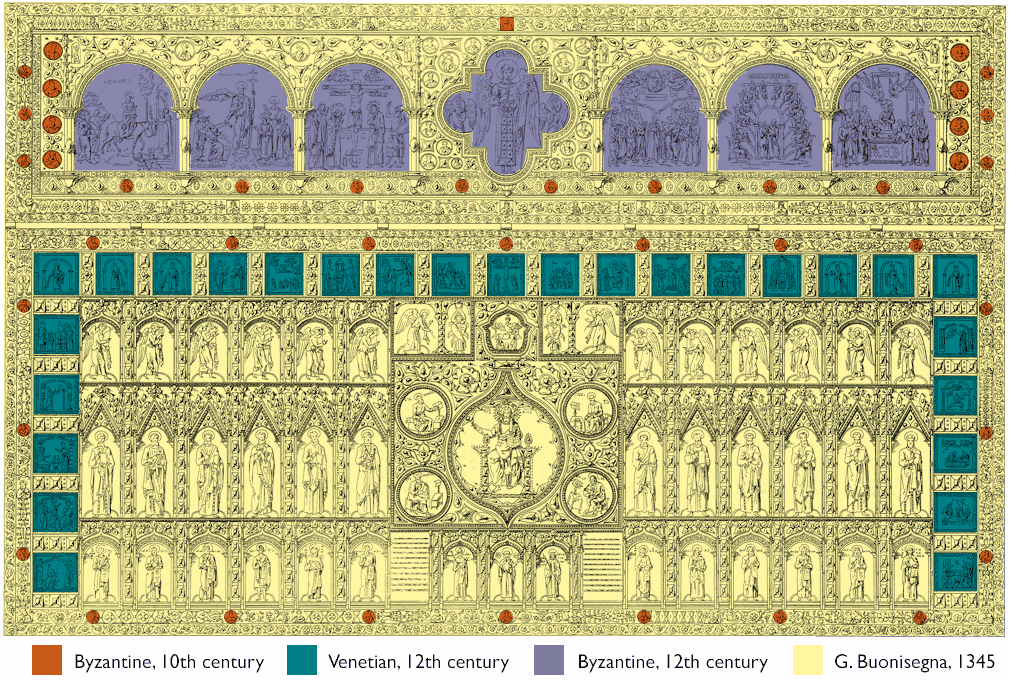
Esquema de las sucesivas adiciones.

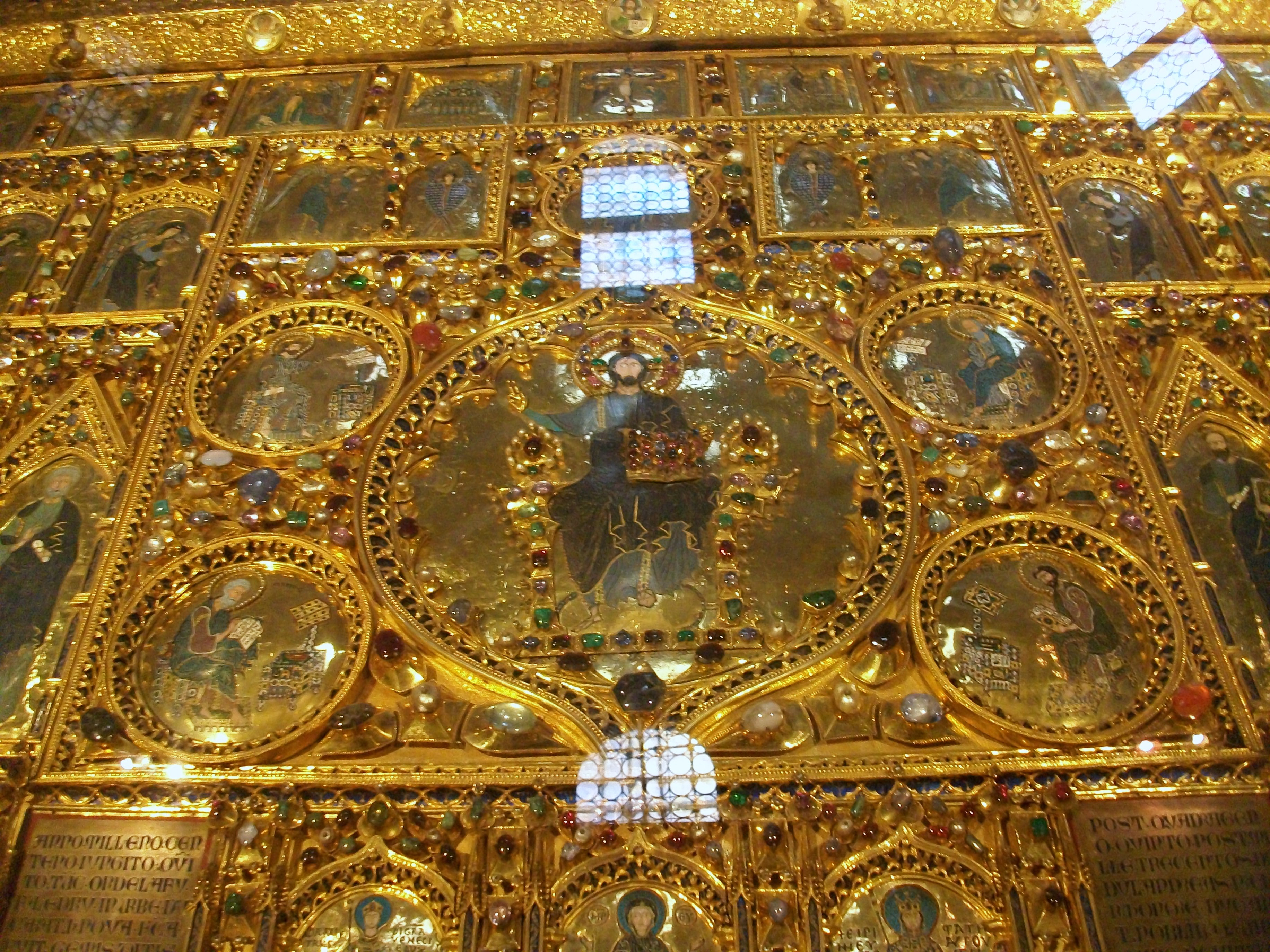
Detalle.

Se cree que la obra original había sido encargada en el 976 a los artesanos de Constantinopla por el dogo Pedro Orseolo (976-978), donde fue elaborada con piedras preciosas y varios esmaltes representando a varios santos; entre ese primer grupo de paneles de oro esmaltados estaba la ilustración de la vida de San Marcos, el retrato del duque y el grupo del Pantocrátor. La segunda pala fue encargada en Constantinopla por el dogo Ordelafo Faliero (1102-1118) en 1105. Se volvieron a añadir paneles en 1209, después del conquista de Constantinopla después de la cuarta cruzada (1204), por encargo de Pietro Ziani: a esta fase pertenecen los siete grandes esmaltes del registro superior procedente quizá del monasterio del Pantocrátor en Constantinopla.
La última intervención fue ordenada por el dogo Andrea Dandolo (en aquella época era aún procurador) en el año 1342, encargada al orfebre veneciano Giovanni Paolo Boninsegna: el marco se rehízo y los esmaltes se reorganizaron en estilo gótico. Nos informan de estas tres fases de realización en el epígrafe de la propia Pala y en la Crónica del propio Dandolo. La firma del orfebre fue redescubierta en la restauración del 1847. Bonesegna añadió un suntuoso marco dorado de estilo gótico, algunos nuevos esmaltes y un enorme número de perlas y piedras preciosas, hasta un total de 1.927, incluyendo rubíes, zafiros y esmeraldas. También agregó dos conjuntos de inscripciones, conmemorando su propia contribución y las de sus predecesores, quedando así unido el retablo.
Paolo Veneziano recibió el encargo de hacer paneles de madera para proporcionar una cubierta para cuando el retablo no estuviera expuesto. Veneziano recibió el encargo entre 1342-4 para hacer esta tapa, donde fue datada el 1345 y firmada por él junto con sus hijos, Luca y Giovanni. La cubierta se hizo con dos piezas. La placa superior presenta al Varón de dolores en el centro, quien está rodeado por la Virgen y los santos Juan, Jorge, Marcos, Pedro, y Nicolás. La placa inferior muestra historias de la Vida, el martirio, el enterramiento y la traslación de san Marcos. Los paneles de madera se abrían al público durante las liturgias solamente. En el siglo XV, el retablo «exterior» de Veneziano fue reemplazado por un panel de madera que se mantiene hoy, aunque la Pala está hoy siempre abierta.

## Descripción
El retablo mide 3 metros de ancho por 2 metros de alto. Está elaborada en oro y plata, 187 placas de esmalte, y 1.927 gemas. Entre ellas hay 526 perlas, 330 granates, 320 esmeraldas, 255 zafiros, 183 amatistas, 175 ágatas, 75 rubíes, 34 topacios, 16 cornalinas, y 13 jaspes.

### Sección superior
El retablo está formado por dos partes. Los esmaltes en la sección superior de la Pala d’Oro contienen al arcángel san Miguel en el centro, con seis imágenes representando la Vida de Cristo a cada lado de él, que fueron añadidos en 1209. Muestran la Entrada de Cristo en Jerusalén, el Descendimiento al Infierno, la Crucifixión, la Ascensión, Pentecostés, y La muerte de la Virgen. Se piensa, generalmente, que estos no formaron parte originalmente, del altar, pues sus rasgos estilísticos los ubican en el siglo XII, y fueron probablemente saqueados durante la Cuarta cruzada.

### Sección inferior

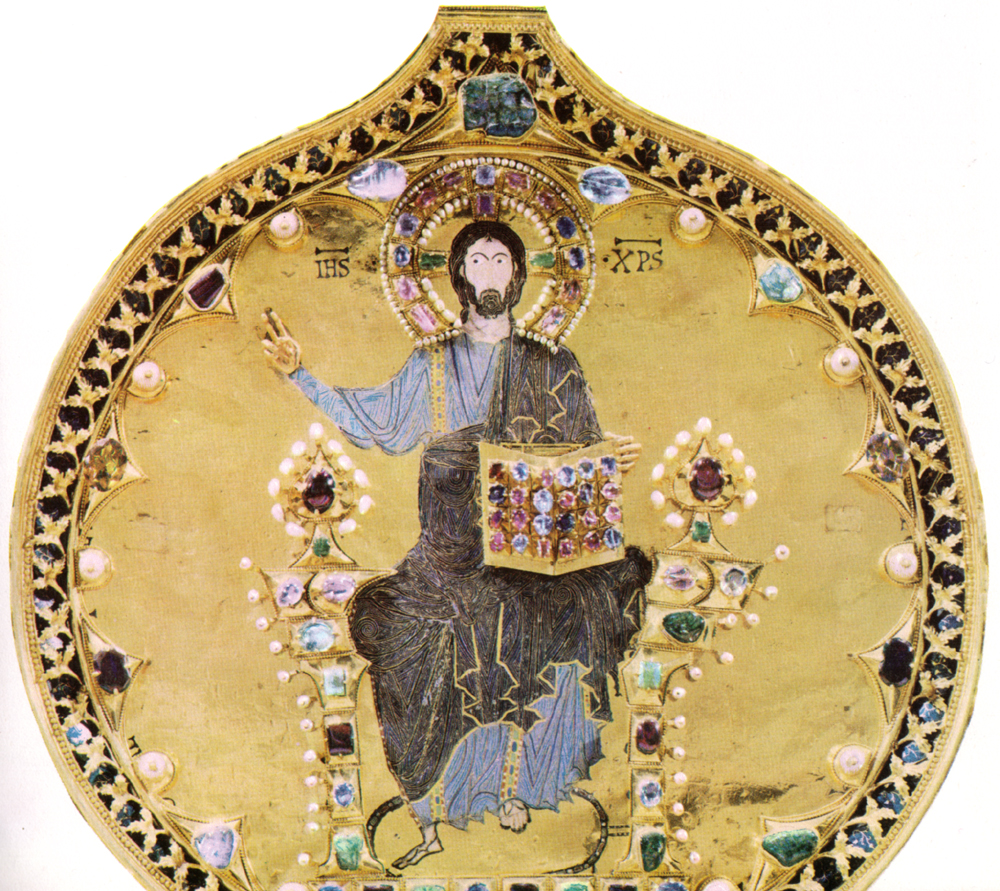
El panel central de Cristo en Majestad

La sección inferior contiene los esmaltes que narran la vida de san Marcos. Fueron creados en 1105 en Constantinopla, y fueron encargados por el dogo Ordelafo Faliero. Solían estar colocados a lo largo de la base, pero desde entonces han sido trasladados a su posición actual a lo largo de los lados y la fila superior de esta sección.
También en la sección inferior hay un esmalte representando a Cristo en el centro del altar, y los cuatro esmaltes circulares alrededor de él son imágenes de los Cuatro evangelistas. A la derecho y la izquierda de Cristo están los doce apóstoles, seis a cada lado. Por encima de Cristo hay un trono vacío, que representa el Juicio final y la Segunda venida de Cristo, con ángeles y arcángeles a cada lado de él. Por debajo de Cristo y los apóstoles están los doce profetas, con la Virgen, flanqueada por Faliero y la emperatriz Irene en el centro.

### El dogo Faliero y la emperatriz Irene

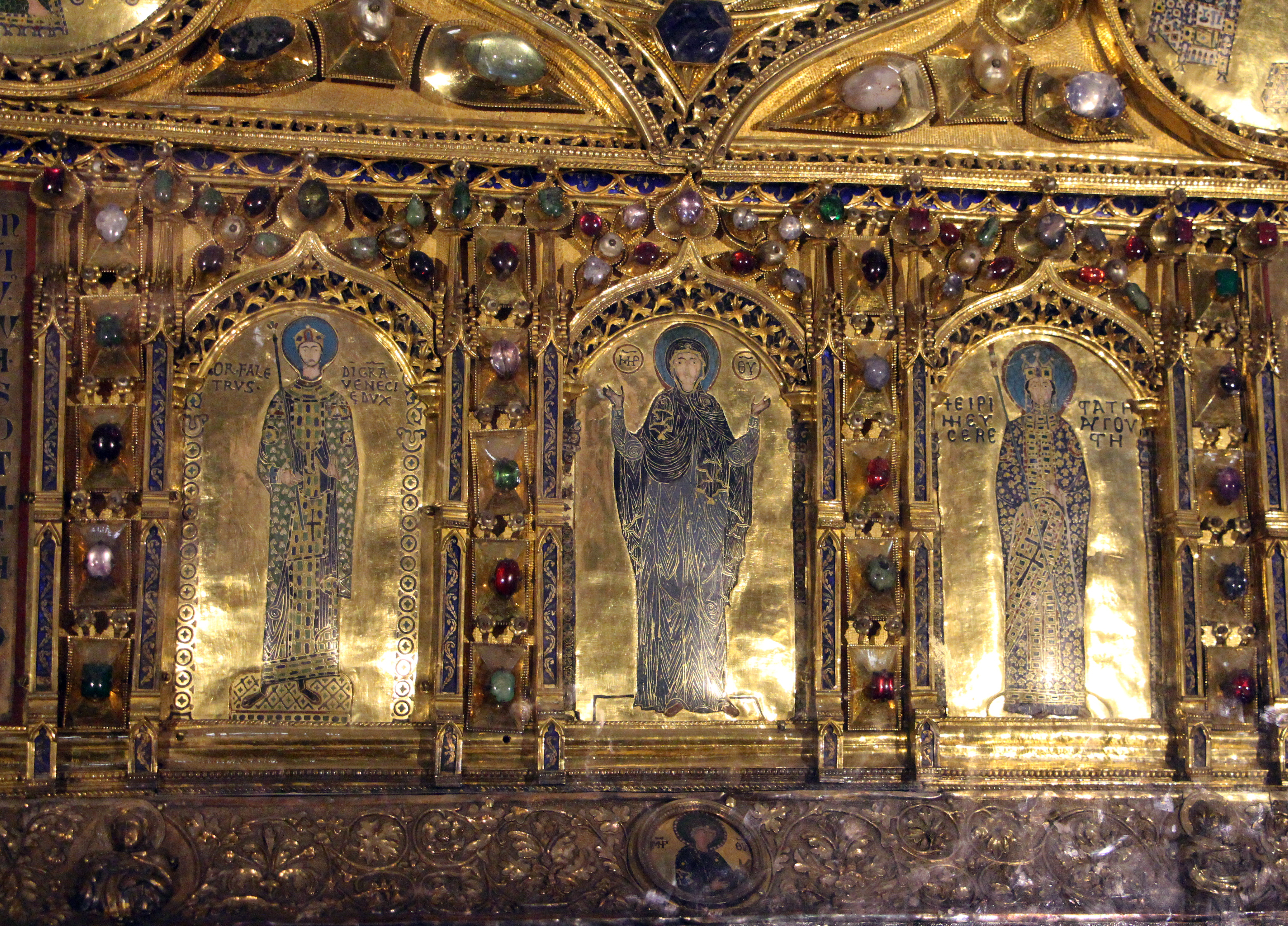
El dogo Ordelafo Faliero, la Virgen y la emperatriz Irene

Las dos figuras alrededor de la Virgen son imágenes del dogo Ordelafo Faliero y de la emperatriz bizantina Irene. La representación de Faliero parece estar un poco desproporcionada pues su cabeza parece demasiado pequeña en proporción a su cuerpo. Hay pruebas de que la cabeza original fue eliminada, y reemplazada con una nueva. Hay también arañazos en el esmalte de cuando se quitó la anterior cabeza, y algún tipo de cera o pasta se usó para llenar los huecos donde la pieza de reemplazo no encajaba con exactitud.
Mientras que ha habido teorías que la cabeza previa representara a un emperador, esa explicación no encaja realmente. A los emperadores se les representaba usualmente con calzado rojo, y esta figura lleva calzado negro, sin ningún signo de haber sido alterado. Además, el esmalte lleva el nombre de Faliero, lo que habría requerido un gran esfuerzo cambiar, y habría dejado trazas. La explicación más probable es que la cabeza original era de hecho la cabeza de Faliero, pero sin un halo. Más tarde, oficiales de la iglesia —posiblemente incluso el propio Faliero— decidiera reemplazarla para incluir un halo. El cetro que sostiene limitaba lo que se pudiera alterar, lo que requería a los artesanos que hicieran una nueva imagen ligeramente más pequeña.

### Películas
- Romer, John (1997), Byzantium: The Lost Empire; ABTV/Ibis Films/The Learning Channel; 4 episodios; 209 minutos. (En episodio 3 ["Envy of the World"], el presentador Romer examina la Pala d'Oro en detalle.)